# Tony Allen (basket-ball)
Pour les articles homonymes, voir Tony Allen (homonymie) et Allen.
Anthony Allen, dit Tony Allen, né le 11 janvier 1982 à Chicago en Illinois, est un joueur américain de basket-ball évoluant aux postes d'arrière et d'ailier.
Il remporte le titre de champion NBA 2008 avec les Celtics de Boston et est considéré comme l'un des meilleurs défenseurs de l’histoire de la NBA.

## Biographie

### Carrière universitaire
Allen joue au lycée Crane de Chicago avec notamment Will Bynum. Ailier d'1,93 mètre pour 97 kg, il joue en première universitaire pour l'université Butler County d'El Dorado au Kansas. Il termine la saison avec 16,5 points, 6,1 rebonds et 2,8 interceptions par rencontre. Nommé Jayhawk West Conference Freshman of the Year. La saison suivante, il évolue à l'université Wabash Valley dans l'Illinois, et mène son équipe à la quatrième place du championnat NJCAA et un bilan de 32 victoires pour 6 défaites.
Pour ses deux dernières saisons universitaires, Tony Allen est transféré à l'Oklahoma State University–Stillwater et est nommé dans le Big 12 Player of the Year après avoir inscrit en moyenne 16 points par rencontre et mené son équipe au Final Four. Allen devient le premier joueur de l'OSU à marquer plus de 1 000 points en seulement deux saisons.

### Carrière en NBA

#### Celtics de Boston (2004-2010)

##### Débuts réussis avec les Celtics
Tony Allen est sélectionné par les Celtics de Boston en 25e position de la draft 2004 de la NBA. Lors de sa première saison, en 2004-2005, il inscrit 6,4 points et prend 2,9 rebonds en moyenne par match. Il est le troisième meilleur intercepteur du championnat avec 2,89 interceptions par rencontre. Il est sélectionné pour jouer la rencontre opposant les rookies contre les sophomores lors du All-Star week-end avec l'autre recrue des Celtics Al Jefferson.

##### Blessure au genou
Le 10 janvier 2007, dans les dernières minutes d'une défaite contre les Pacers d'Indiana, il se blesse au genou sur une tentative de dunk. Allen subit une opération réparatrice le 13 janvier au New England Baptist Hospital qui le tient éloigné des parquets pour le reste de la saison. Il inscrit 11 points de moyenne avant sa blessure, ne disputant que 33 matchs de la pire saison de l'histoire des Celtics.

##### Champion NBA (2007-2008)
Il revient pour la saison suivante et, dans un rôle de remplaçant, contribue au titre NBA remporté par Boston en 2008. Dans la continuité du titre, Tony Allen signe le 23 juillet 2008 un nouveau contrat de cinq millions de dollars sur deux ans avec les Celtics de Boston.

### Sept saisons à Memphis: l'èreGrit and Grind(2010-2017)

#### Signature avec les Grizzlies et impact immédiat (2010-2011)
Le 13 juillet 2010, Tony Allen signe un contrat de trois ans avec les Grizzlies de Memphis pour un montant de 9,7 millions de dollars. Dès sa première saison, il s'impose comme un élément clé de la défense des Grizzlies, apportant une intensité physique et une mentalité de compétiteur qui deviendront la marque de fabrique de l'équipe. En 2011, il joue un rôle crucial dans la première victoire en séries éliminatoires de l'histoire de la franchise, lorsque Memphis, huitième de la Conférence Ouest, élimine les Spurs de San Antonio, têtes de série numéro un.

#### L’ascension duGrit and Grindet reconnaissance défensive (2011-2013)
Sous l’impulsion de Tony Allen et de Zach Randolph, les Grizzlies développent une identité défensive surnommée Grit and Grind, caractérisée par une intensité physique et une hargne défensive. En reconnaissance de ses performances défensives, Allen est sélectionné dans la NBA All-Defensive Team à plusieurs reprises : dans la Second Team en 2011, puis dans la First Team en 2012 et 2013.
Lors des playoffs 2013, Allen et les Grizzlies atteignent pour la première fois les finales de Conférence Ouest, après avoir éliminé les Clippers de Los Angeles et les Thunder d'Oklahoma City.

#### Apogée et leadership défensif (2014-2015)
Durant la saison 2014-2015, Allen termine leader de la NBA en interceptions par match (2,0) et continue d’être l’un des meilleurs défenseurs du championnat. Les Grizzlies atteignent les demi-finales de Conférence et bousculent les futurs champions, les Warriors de Golden State, avant d’être éliminés en six matchs.

#### Dernières saisons et fin de l’èreGrit and Grind(2016-2017)
En 2016-2017, à 35 ans, Allen continue d’être un titulaire régulier et une référence défensive. Cependant, à la fin de cette saison, l’équipe décide d’amorcer une reconstruction, mettant ainsi fin à l’ère Grit and Grind. Tony Allen quitte alors Memphis, laissant une empreinte indélébile sur la franchise.

### Pelicans de La Nouvelle-Orléans (2017-2018)
Le 11 septembre 2017, il s'engage pour un an avec les Pelicans de La Nouvelle-Orléans.
En février 2018, Allen est envoyé aux Bulls de Chicago avec Ömer Aşık et Jameer Nelson dans un échange contre Nikola Mirotić. Blessé depuis décembre 2017, Allen ne joue pas pour les Bulls et est licencié quelques jours après.

### Héritage et hommage
Le 12 octobre 2017, les Grizzlies annoncent que le numéro 9 de Tony Allen sera retiré en hommage à son impact sur la franchise et son rôle clé dans l’ère Grit and Grind.

### Démêlés judiciaires
Initialement prévue pour janvier 2022, la cérémonie de retrait du maillot de Tony Allen a été reportée en raison de ses démêlés judiciaires. Il est impliqué dans une affaire de fraude au programme de couverture santé de la NBA, un système destiné à aider d’anciens joueurs à couvrir leurs frais médicaux. En octobre 2021, Allen est arrêté avec plusieurs autres anciens joueurs pour avoir soumis de fausses demandes de remboursement, totalisant plusieurs millions de dollars de préjudice pour le programme.
Après avoir plaidé coupable, Tony Allen évite la prison et est condamné à une mise à l’épreuve ainsi qu’au remboursement des sommes indûment perçues. À la suite de ces événements, la franchise de Memphis décide de reporter la cérémonie initialement prévue en janvier 2022. La nouvelle date est fixée au 15 mars 2025, marquant ainsi l’hommage officiel que les Grizzlies souhaitent rendre à l’un des artisans de leur identité Grit and Grind.

## Palmarès

### En franchise
- Champion NBA en 2008 avec les Celtics de Boston.
- Finales NBA contre les Lakers de Los Angeles en 2010 avec les Celtics de Boston.
- Champion de la Conférence Est en 2008 et 2010 avec les Celtics de Boston.
- Champion de la Division Atlantique en 2005, 2008, 2009 et 2010 avec les Celtics de Boston.

### Distinctions personnelles
- All-NBA Defensive First Team en 2012, 2013 et 2015.
- All-NBA Defensive Second Team en 2011, 2016 et 2017.

## Records sur une rencontre en NBA
Les records personnels de Tony Allen en NBA sont les suivants, :
| Type de statistique        | Saison régulière | Saison régulière                  | Saison régulière | Playoffs | Playoffs                  | Playoffs      |
| Type de statistique        | Record           | Adversaire                        | Date             | Record   | Adversaire                | Date          |
| -------------------------- | ---------------- | --------------------------------- | ---------------- | -------- | ------------------------- | ------------- |
| Points                     | 30               | Nuggets de Denver                 | 15 décembre 2006 | 19       | Clippers de Los Angeles   | 3 mai 2013    |
| Paniers marqués            | 12               | @ Lakers de Los Angeles           | 22 mars 2016     | 8        | Thunder d'Oklahoma City   | 24 avril 2014 |
| Paniers tentés             | 17               | 7 fois                            | 7 fois           | 15       | Thunder d'Oklahoma City   | 24 avril 2014 |
| Paniers à 3 points réussis | 3                | @ Spurs de San Antonio            | 30 octobre 2013  | 1        | 5 fois                    | 5 fois        |
| Paniers à 3 points tentés  | 4                | 3 fois                            | 3 fois           | 3        | 4 fois                    | 4 fois        |
| Lancers francs réussis     | 11               | @ Clippers de Los Angeles         | 27 décembre 2006 | 9        | Clippers de Los Angeles   | 3 mai 2013    |
| Lancers francs tentés      | 14               | @ Nuggets de Denver               | 22 février 2011  | 11       | Clippers de Los Angeles   | 3 mai 2013    |
| Rebonds offensifs          | 10               | @ Mavericks de Dallas             | 18 décembre 2013 | 10       | Thunder d'Oklahoma City   | 26 avril 2014 |
| Rebonds défensifs          | 9                | 2 fois                            | 2 fois           | 9        | 2 fois                    | 2 fois        |
| Rebonds totaux             | 13               | @ Pelicans de La Nouvelle-Orléans | 5 décembre 2016  | 13       | Thunder d'Oklahoma City   | 26 avril 2014 |
| Passes décisives           | 7                | 2 fois                            | 2 fois           | 6        | Clippers de Los Angeles   | 3 mai 2013    |
| Interceptions              | 8                | Cavaliers de Cleveland            | 23 avril 2012    | 5        | 2 fois                    | 2 fois        |
| Contres                    | 4                | 2 fois                            | 2 fois           | 3        | 2 fois                    | 2 fois        |
| Balles perdues             | 6                | 3 fois                            | 3 fois           | 5        | Warriors de Golden State  | 9 mai 2015    |
| Minutes jouées             | 48               | Nuggets de Denver                 | 15 décembre 2006 | 39       | @ Clippers de Los Angeles | 22 avril 2013 |

- Double-double : 15 (dont 2 en playoffs)
- Triple-double : 0